# Leonard Goldstein
Pour les articles homonymes, voir Goldstein.
Leonard Goldstein (1903-1954) est un producteur de cinéma américain.

## Biographie
Né le 28 mai 1903 à Bisbee en Arizona, et après avoir fait ses études à Los Angeles, il y travaille en tant qu'agent pour le théâtre. En 1928, il se rend à New York où il devient l'assistant de Ben Goetz. Il travaille ensuite pour le producteur Georges Hirliman. Il produit son premier film pour RKO Pictures en 1936, et devient producteur exécutif pour Columbia Pictures. Après 1946, il devient producteur pour Universal Pictures. En 1952, il passe dans le studio concurrent 20th Century Fox, puis finit par créer sa propre compagnie indépendante, Panoramic Productions, avec son frère Robert. Il meurt prématurément d'une hémorragie cérébrale le 23 juillet 1954 à l'âge de 51 ans, et est enterré à Los Angeles.

## Filmographie
- 1936 : Daniel Boone de David Howard
- 1937 : Hollywood Cowboy d'Ewing Scott et George Sherman
- 1947 : L'Œuf et moi de Chester Erskine
- 1947 : Bandits de grands chemins de George Sherman
- 1948 : Le Barrage de Burlington de George Sherman
- 1948 : La Fille des prairies de George Sherman
- 1948 : Haute Pègre (Larceny) de George Sherman
- 1949 : Le Mustang noir de George Sherman
- 1949 : Nous... les hommes (Yes Sir, That's My Baby) de George Sherman
- 1949 : Arctic Manhunt (en) d'Ewing Scott (en)
- 1949 : Ma and Pa Kettle de Charles Lamont
- 1950 : J'étais une voleuse (I was a shoplifter) de Charles Lamont
- 1950 : Le Vagabond et les lutins (en) (Saddle Tramp) de Hugo Fregonese
- 1950 : Sur le territoire des Comanches de George Sherman
- 1950 : Placide et Zoé à New York (en) de Charles Lamont
- 1950 : L'Impasse maudite (One Way Street) de Hugo Fregonese
- 1950 : L'Aigle du désert (The Desert Hawk) de Frederick de Cordova
- 1950 : Brigade secrète (The Sleeping City) de George Sherman
- 1951 : Un crime parfait (en) de William Castle
- 1951 : Ma and Pa Kettle Back on the Farm d'Edward Sedgwick
- 1951 : Tomahawk de George Sherman
- 1951 : Le Voleur de Tanger de Rudolph Maté
- 1951 : Francis aux courses (en) d'Arthur Lubin
- 1951 : Quand tu me souris (Meet Danny Wilson) de Joseph Pevney
- 1951 : Les Frères Barberousse de Charles Lamont
- 1951 : Héritiers, strychnine et compagnie (en) (You Never Can Tell) de Lou Breslow
- 1951 : Au mépris des lois de George Sherman
- 1951 : La Caverne des hors-la-loi (en) de William Castle
- 1951 : Deux GI en vadrouille (Up Front) d'Alexander Hall
- 1951 : Katie Did It de Frederick de Cordova
- 1951 : Sally et sainte Anne (Sally and Saint Anne) de Rudolph Maté
- 1952 : Deux Dégourdis à Tokyo (Back at the Front) de George Sherman
- 1952 : Ville d'acier de George Sherman
- 1952 : Ça pousse sur les arbres d'Arthur Lubin
- 1952 : Une fille à bagarres de Sidney Salkow
- 1952 : Just Across the Street (en) de Joseph Pevney
- 1952 : Le Fils d'Ali Baba de Kurt Neumann
- 1952 : Francis Goes to West Point (en) d'Arthur Lubin
- 1952 : Le Trésor de la vallée perdue (en) (The Treasure of Lost Canyon) de Ted Tetzlaff
- 1952 : Passage interdit de Hugo Fregonese
- 1952 : Duel sans merci de Don Siegel
- 1953 : Francis Covers the Big Town (en) d'Arthur Lubin
- 1953 : Take Me to Town de Douglas Sirk
- 1953 : The Kid from Left Field de Harmon Jones
- 1953 : Le crime était signé (Vicki) de Harry Horner
- 1953 : La Belle Rousse du Wyoming (The Redhead from Wyoming) de Lee Sholem
- 1953 : La Légende de l'épée magique de Nathan Juran
- 1953 : Les Yeux de ma mie de Lloyd Bacon
- 1953 : L'Étrange Mr. Slade (Man in the Attic) de Hugo Fregonese
- 1953 : La Cité des tueurs (City of Bad Men) de Harmon Jones
- 1953 : Mister Scoutmaster (en) de Henry Levin
- 1953 : L'aventure est à l'ouest (The Great Sioux Uprising) de Lloyd Bacon
- 1954 : La Princesse du Nil (Princess of the Nile) de Harmon Jones
- 1954 : L'Attaque de la rivière rouge (Siege at Red River) de Rudolph Maté
- 1954 : Le Grand Chef de George Sherman
- 1954 : La Sirène de Bâton Rouge de Henry Levin
- 1954 : Panique sur la ville de Harmon Jones
- 1954 : Le Raid de Hugo Fregonese
- 1955 : Le Dernier Cheyenne de Tab Murphy
- 1955 : La Sixième Victime (en) de Harry Horner et Rafael Portillo (en)